# Gregg Giuffria
Gregg Giuffria (28 de julio de 1951) es un músico de rock y hombre de negocios estadounidense. Fue el teclista de las bandas de AOR Angel, House of Lords, y Giuffria.

## Carrera
La carrera de Gregg inició en la agrupación Angel. Después de su ruptura en 1981, inició su propia agrupación, Giuffria, con el vocalista David Glen Eisley, el guitarrista Craig Goldy, el bajista Chuck Wright y el baterista Alan Krigger, logrando algún reconocimiento especialmente por su sencillo "Call To The Heart," que alcanzó el Top 20 en la lista de Billboard. La banda se separó luego del fracaso comercial de su álbum "Silk and Steel" de 1986, para dar paso a la agrupación House of Lords, con la ayuda de Gene Simmons. A pesar de contar con algunos sencillos exitosos, la banda no logró el éxito comercial esperado.
Gregg, además de ser un virtuoso teclista, se ha dedicado a otro tipo de negocios, especialmente relacionados con casinos. Vive actualmente en California.

## Discografía

### Angel
- Angel (1975)
- Helluva Band (1976)
- On Earth as It Is in Heaven (1977)
- White Hot (album)|White Hot (1978)
- Sinful (1979)
- Live Without a Net (1980)

### Giuffria
- Giuffria (1984)
- Gotcha! (1985)
- Silk and Steel (1986)
- Giuffria III (1987)

### House Of Lords
- House of Lords (1988)
- Sahara (1990)
- Demons Down (1992)
- World Upside Down como teclista invitado (2006)